# Рыткучи (река)
Рыткучи (Рыткучин, Реткучен) — река на Дальнем Востоке России. Протекает по территории Чаунского района Чукотского автономного округа. Длина реки — 58 км. В устье на правобережье расположено чукотское национальное село Рыткучи.
Название в переводе с чукотского Ырыткучъын означает «стрело́к».
Берёт исток из мелкого безымянного озера, протекает по территории Чаунской низменности в окружении болот и большого количества термокарстовых озёр, впадает в Чаун справа в 3 км от его устья.
Весенний ледоход на реке происходит 7-15 июня. Ледостав наступает в середине октября.
Притоки: Ленивая, Перепадный, Рыткучи соединяется протокой с озером Норытгытгын.
Река активно используется местными жителями для рыболовства, в основном на заходящих на нерест лососёвых.